# Quichotte (álbum)
Quichotte, también denominado Pergamon, es el tercer álbum en vivo del grupo alemán de música electrónica Tangerine Dream. Editado en 1980 por el sello discográfico Amiga fundado en la República Democrática Alemana. En 1986, al expirar la exclusividad, fue reeditado internacionalmente por Virgin Records con una nueva portada y diseño gráfico con el título de Pergamon nombre que ha seguido utilizándose en subsiguientes reediciones.
Rodney Batdorf, en su crítica para AllMusic, ahonda en el hecho de que "Fue el primer concierto ofrecido por músicos occidentales en Alemania Oriental lo que lo convierte, como mínimo, en una curiosidad histórica. Sin embargo Pergamon también es un valioso documento musical que captura a Tangerine Dream en su forma más accesible sin sacrificar su experimentalismo. No es un mal lugar para que comiencen los neófitos."

## Producción
El 31 de enero de 1980 Edgar Froese, Christopher Franke y Johannes Schmoelling, en su primera aparición como integrante de Tangerine Dream, realizaron dos conciertos en la República Democrática Alemana en un acto cargado de connotaciones políticas y expectación por parte de la prensa internacional: tras años de negociaciones se trataba de la primera ocasión en que un grupo procedente de la República Federal Alemana obtenía permiso del gobierno comunista para actuar en Berlín Este.
Celebrados en el Palast der Republik, uno de los icónicos edificios de la RDA con aforo para 1.500 espectadores, el 80% de las entradas fueron repartidas entre personalidades del régimen y un 20% al público general agotadas a los pocos minutos de ponerse a la venta. Antes del concierto se calcula que unas 900 personas se agolparon a la entrada de la sala lo que forzó a los organizadores a realizar una apertura de puertas para evitar incidentes.

"Un relaciones públicas diría que fuimos estúpidos pero desde mi perspectiva, la de interpretar nuestra música, era muy sencillo: comuniqué a los organizadores que no actuaríamos a menos que dejaran entrar gratuitamente a esas personas para evitar problemas. Aceptaron y fue la primera vez que descubrí exactamente de qué se trataba el periodismo político: escribir algo sensacional y extraordinario conlleva éxito pero ¿a qué precio?. Tuvimos un concierto maravilloso. En lo que respecta a la música fue genial pero la reacción periodística internacional fue una decepción total. Al día siguiente el concierto recibió una pequeña mención en un diario: nadie estaba realmente interesado. Si volviéramos a hacerlo hoy haría exactamente lo mismo. Tomaría la misma decisión."
Edgar Froese 

Ambos conciertos, grabados por la radio pública de la RDA, Rundfunk der DDR, contaban con el patrocinio de DT64 su canal orientado al público juvenil. El mismo año, pero meses después, se publicó la primera edición del álbum que en portada recogía el nombre del grupo y en la contraportada el nombre de las dos pistas que contiene. Los asistentes al concierto también recibieron un programa de mano de cuatro páginas en cuyo interior se identificaba el estilo musical de la banda y una breve biografía. 

"Tangerine Dream, la banda de rock electrónico de Berlín Occidental, ofrece por primera vez una actuación en la RDA. Su actuación, como parte de los conciertos para jóvenes organizado por DT64, permitirá conocer la actual obra musical y artística de esta formación internacionalmente popular.(...) Realizan una síntesis de sonido y ruidos tonales, basados parcialmente en un tema musical preestablecido, pero en su mayoría ejercitan la improvisación. Una ambiciosa realización garantizará algunas sorpresas ópticas y acústicas para la audiencia."
Programa de mano del concierto (1980) 

Partes remezcladas de «Quichotte, Part One» se usarían para la banda sonora de la película dirigida por Mike Gray en 1983 Wavelength.

## Lista de temas
| N.º   | Título                | Escritor(es)                    | Duración |  |
| 1.    | «Quichotte, Part One» | Edgar Froese Christopher Franke | 23:33    |  |
| 2.    | «Quichotte, Part Two» | Edgar Froese Christopher Franke | 22:30    |  |
| 46:11 |                       |                                 |          |  |

## Intérpretes
- Edgar Froese - Sintetizadores y guitarra eléctrica.
- Christopher Franke - Sintetizadores y percusión electrónica.
- Johannes Schmoelling - Sintetizadores y piano.